# Vad Buck jégkorszaki kalandjai
A Vad Buck jégkorszaki kalandjai (eredeti cím: The Ice Age Adventures of Buck Wild) 2022-es amerikai 3D-s számítógépes animációs kalandfilm, amelyet John C. Donkin rendezett.
Amerikában 2022. január 28-án mutatta be a Disney+. Magyarországon 2022. június 14-én mutatta be a Disney+.

## Cselekmény
Ropsz és Eddie véletlenül lavinát okoz és elpusztítja a banda nyári házát. A banda megharagszik rájuk, ami miatt titokban elhagyják a bandát. Ropsz és Eddie rábukkan az Elveszett Világ bejáratára, egy dinoszauruszokkal teli földre. A két oposszum összefut Vad Buckkal, aki megmenti őket a ragadozóktól, és elmondja nekik, hogy egy Orson nevű Protoceratopsot keres, akit kiskorában hatalmas agya miatt terrorizáltak. Most meg akarja hódítani az Elveszett Világot. Buck megpróbálja visszavinni Ropszékat az otthonukba, de Orson egy sziklával elzárta a bejáratot.
Buck elviszi a búvóhelyére az oposszumokat, ahol elmagyarázza, hogy egy csapat tagja volt, amely az állatok békés egymás mellett élését biztosította. A továbbiakban elmondja, hogy Orson nem csatlakozott a csapathoz, mert egy olyan világban hitt, ahol az erősek uralkodnak a gyengék felett. Orsont egy szigetre száműzték, de két raptor segítségével megszökött.
A két raptor megtalálja Buck rejtekhelyét, de Zé a zorilla, aki korábban  a csapat tagja volt, megmenti Buckot és az oposszumokat, majd kiüti a ragadozókat. Orson ezután egy sereg raptort szerez és megtámadja az itatót, mire Buck és Zé evakuálják a helyet. Négyen elmennek segítségért. Megérkeznek az Elveszett lagúnához és megidézik régi barátjukat, Mamát a Tyrannosaurust. Amikor Orson és a raptorai megérkeznek és újra megtámadják őket, Buck és Zé megbocsátanak egymásnak. Elterelő hadműveletként Buckot Orson elfogja, így a többiek elmenekülhetnek.
Zé és az oposszumok megpróbálnak rájönni, hogyan irányítja Orson a raptorokat, és tervet dolgoznak ki Buck kiszabadítására. Ellie és a többiek rájönnek, hogy Ropsz és Eddie belépett az Elveszett Világba. Összefutnak Mamával, aki elmondja nekik, hogy a két oposszum veszélyben van. Zéék kiszabadítják Buckot és a többiek segítségével megküzdenek Orson és serege ellen. Buck megpróbálja elmagyarázni Orsonnak, hogy mindenkinek békében kell élnie, de Orson arrogánsan visszautasítja, és tovább harcol. Miután rájönnek, hogy Orson tűzzel irányítja a ragadozókat, Ropsz és Eddie saját tüzet hoz létre, és megállítják a raptorokat a harcban, hogy helyette Orsonra vadásszanak, ezzel megmentve az Elveszett Világot.
Ellie és a többiek bocsánatot kérnek Ropsztól és Eddietől és megkérik őket, hogy jöjjenek haza, de ők az Elveszett Világban akarnak maradni. Ellie elszomorodva a döntésük miatt, megengedi nekik, hogy maradjanak és elbúcsúzik tőlük.

## Szereplők
| Szereplő | Eredeti hang           | Magyar hang      | Fajtája         |
| -------- | ---------------------- | ---------------- | --------------- |
| Vad Buck | Simon Pegg             | Csankó Zoltán    | Menyét          |
| Ropsz    | Vincent Tong           | Gáspár András    | Oposszum        |
| Eddie    | Aaron Harris           | Molnár Levente   | Oposszum        |
| Orson    | Utkarsh Ambudkar       | Szatory Dávid    | Protoceratops   |
| Zé       | Justina Machado        | Peller Anna      | Zorilla         |
| Manfréd  | Sean Kenin Elias-Reyes | Mihályi Győző    | Gyapjas mamut   |
| Sid      | Jake Green             | Geszti Péter     | Lajhár          |
| Diego    | Skyler Stone           | Berzsenyi Zoltán | Kardfogú tigris |
| Ellie    | Dominique Jennings     | Bognár Gyöngyvér | Gyapjas mamut   |

### Magyar változat
- Magyar szöveg: Tóth Tamás
- Hangmérnök: Tóth Péter Ákos
- Vágó: Kajdácsi Brigitta
- Gyártásvezető: Fehér József
- Szinkronrendező: Tabák Kata
- Produkciós vezető: Hagen Péter

A szinkront a Mafilm Audio Kft. készítette.

## A film készítése
2016 júliusában Bustle megjegyezte, hogy a Jégkorszak hatodik része a Jégkorszak – A nagy bumm kasszateljesítményétől függ.
2018 augusztusában a 20th Century Studios vezérigazgatója bejelentett, egy Buck karakterére összpontosító televíziós sorozatot, amelyet a Blue Sky Studiosval közösen fejlesztenek. 2020 decemberében megerősítették, hogy sorozat helyet filmet csinálnak. Kiderült, hogy az eredeti szereplő gárdából csak Simon Pegg tér vissza.
A Blue Sky 2021. április 10-én bezárt és ennek következtében számos közelgő projektjüket törölték. De a film gyártása folytatódott. 2022. január 14-én John C. Donkin rendező és Lori Forte vezető producer azt mondta, hogy a Blue Sky soha nem vett részt a munkában.